# Fikri Karayel
Fikri Karayel (né le 7 février 1987) à Páno Zódia (en) en Chypre du Nord, un État reconnu uniquement par la Turquie, situé sur la partie nord-est de l'île de Chypre, est un chanteur et auteur-compositeur chypriote turc.

## Biographie

### Naissance
Fikri Karayel naît le 7 février 1987.

### Formation
Il a été prénommé en mémoire de son grand-père, Fikri Karayel, un sportif populaire qui a donné son nom à l'école primaire locale et au stade Fikri Karayel. Il a été inspiré et aidé par le groupe local SOS. Sa première représentation devant un large public était au Festival Orange de Morphou. Il a ensuite étudié la biochimie à l'Université de Kingston et à la même période, il rejoint le groupe Refik et commence à composer des chansons qui deviennent populaires. Il fit les premières parties de groupes turcs tels que Duman et devient célèbre en Turquie lorsque Haluk Levent a interprété une de ses chansons.

### Carrière

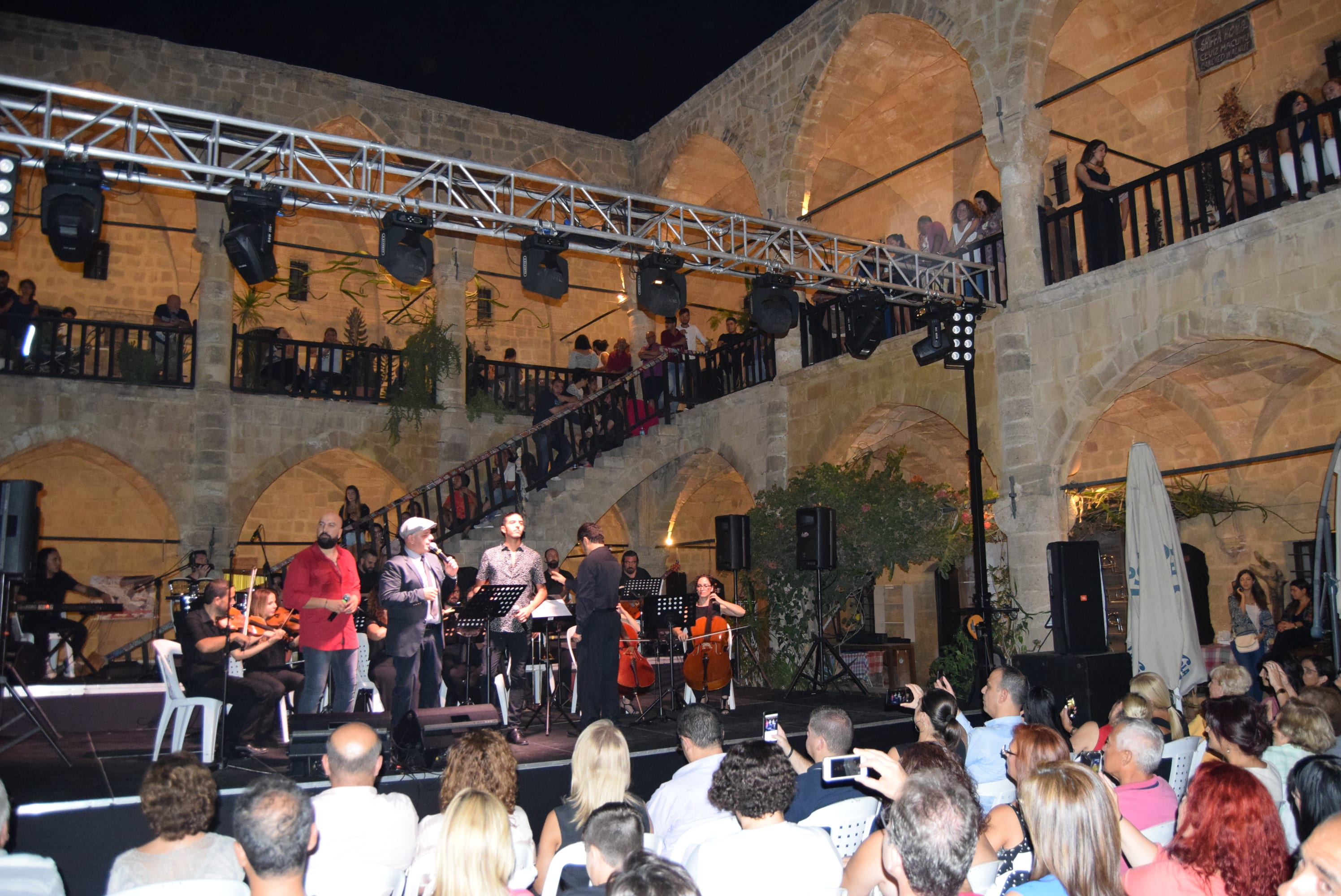
Concert à Büyük Han.

Sa première chanson populaire était "Şehit" ("Martyr"). "Trenler" ("Trains"), "Hayal Edemezsin" ("You Can't Imagine") et "Morgue" ("Morg") sont d'autres chansons populaires de Karayel et "Hayal Edemezsin" a été particulièrement un grand succès en Turquie restant au numéro 1 sur Myspace Turquie pendant deux ans. En 2014, il a interprété la bande originale du film chypriote-turc Seni Seviyorum Adamım (tr) ("I Love You Man") et a reçu le prix du meilleur chanteur de la Near East University. En 2015, il a sorti son premier album, Zor Zamanlar ("Hard Times") et a donné son premier concert à Istanbul en Turquie.